# Günzach
Günzach là một đô thị ở Ostallgäu bang Bayern thuộc nước Đức.